# Smithsonita

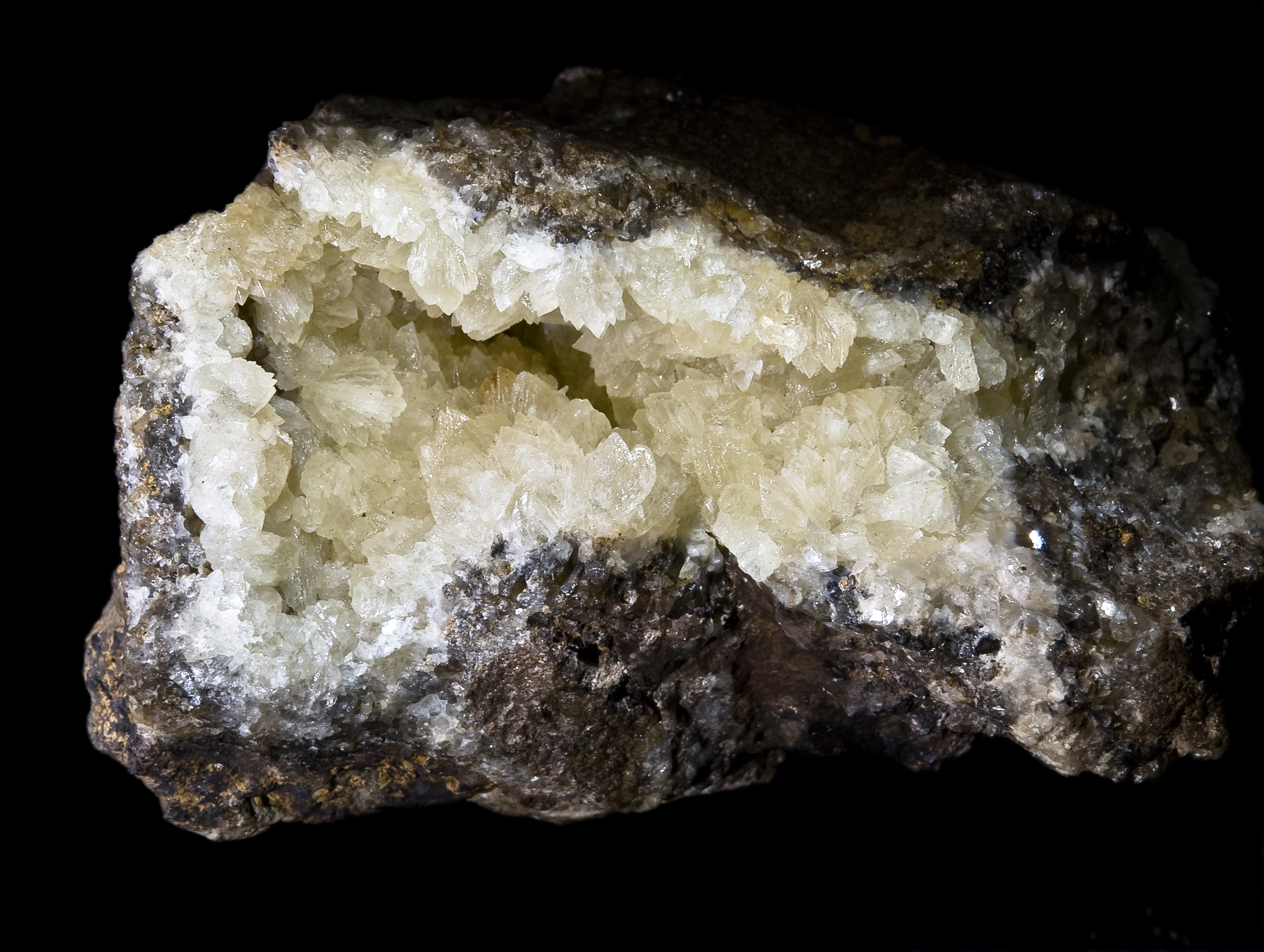
Smithsonita - Bélgica

A smithsonita, smithsonite ou esmitsonita é um dos principais minérios de zinco presentes na Terra. É um carbonato de zinco (ZnCO3) que recebeu esse nome pelo pesquisador James Smithson.
A smithsonita é um minério com um nível relativamente alto de zinco, porém, encontra-se em escassez.
Geralmente, a smithsonita apresenta também traços de manganês, magnésio, estanho e outros metais associados em sua estrutura mineral, variando sua cor do azul, ao verde, ao laranja e ao rosa.
Apesar da grande quantidade de zinco presente na smithsonita, não é viável a extração deste metal através do minério, já que para se obter a pureza desejada pelos padrões extrativos da smithsonita, é necessário um complexo método de oxidação para elevar a temperatura e separar o zinco de impurezas e outros metais.

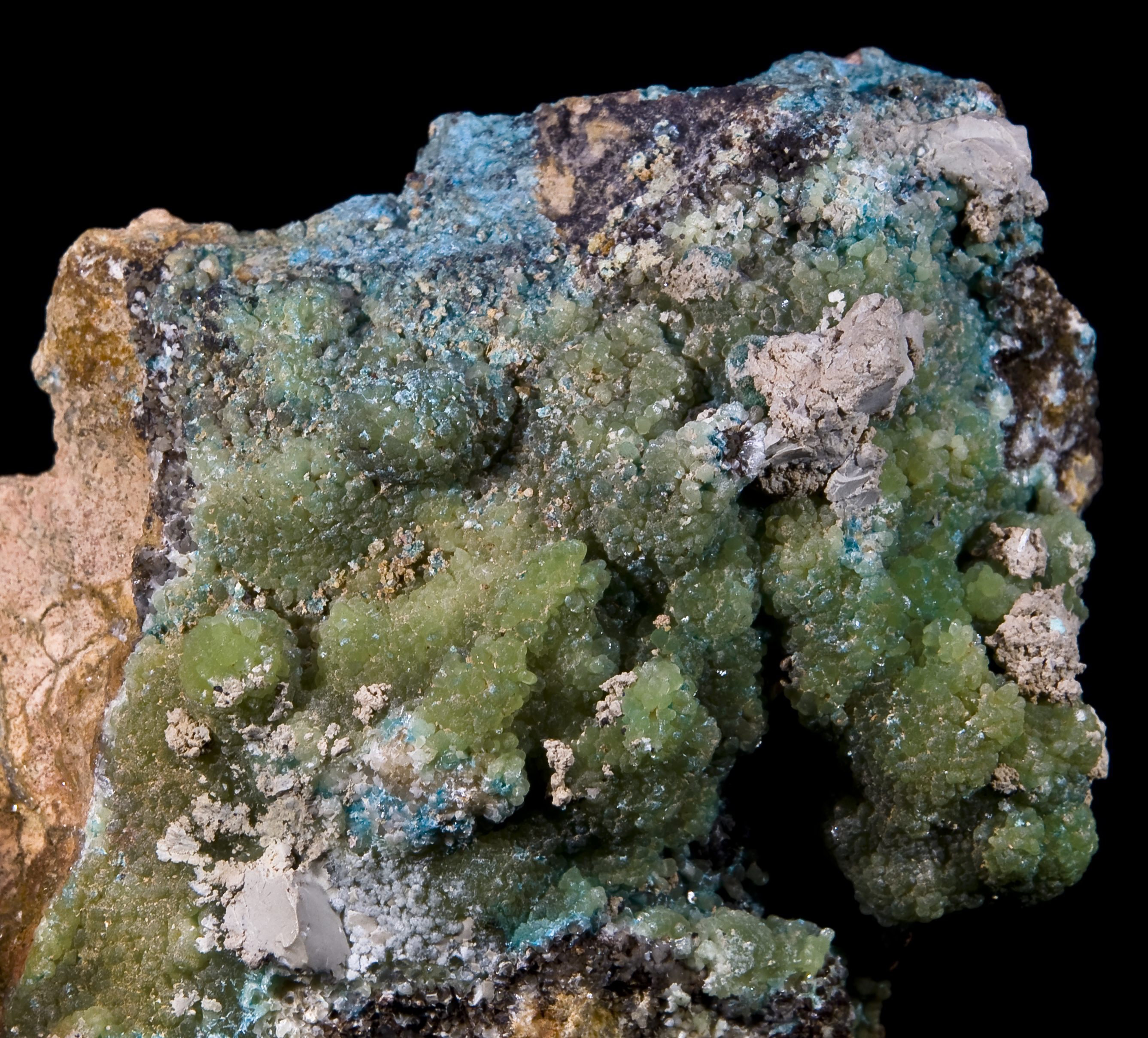
Cuprosmithsonita - Chessy-les-Mines,France
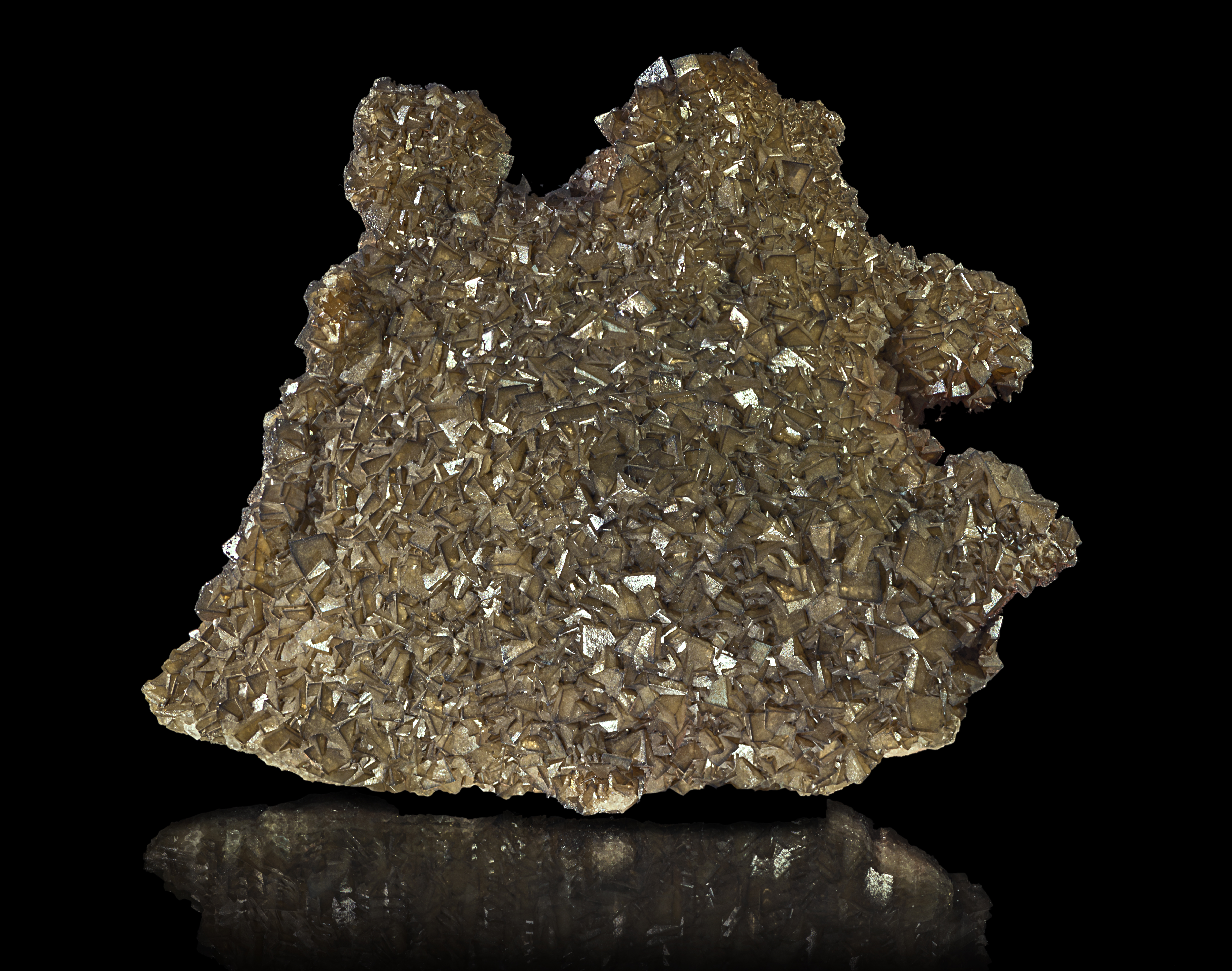
Cadmiosmithsonita Tsumeb Namibia
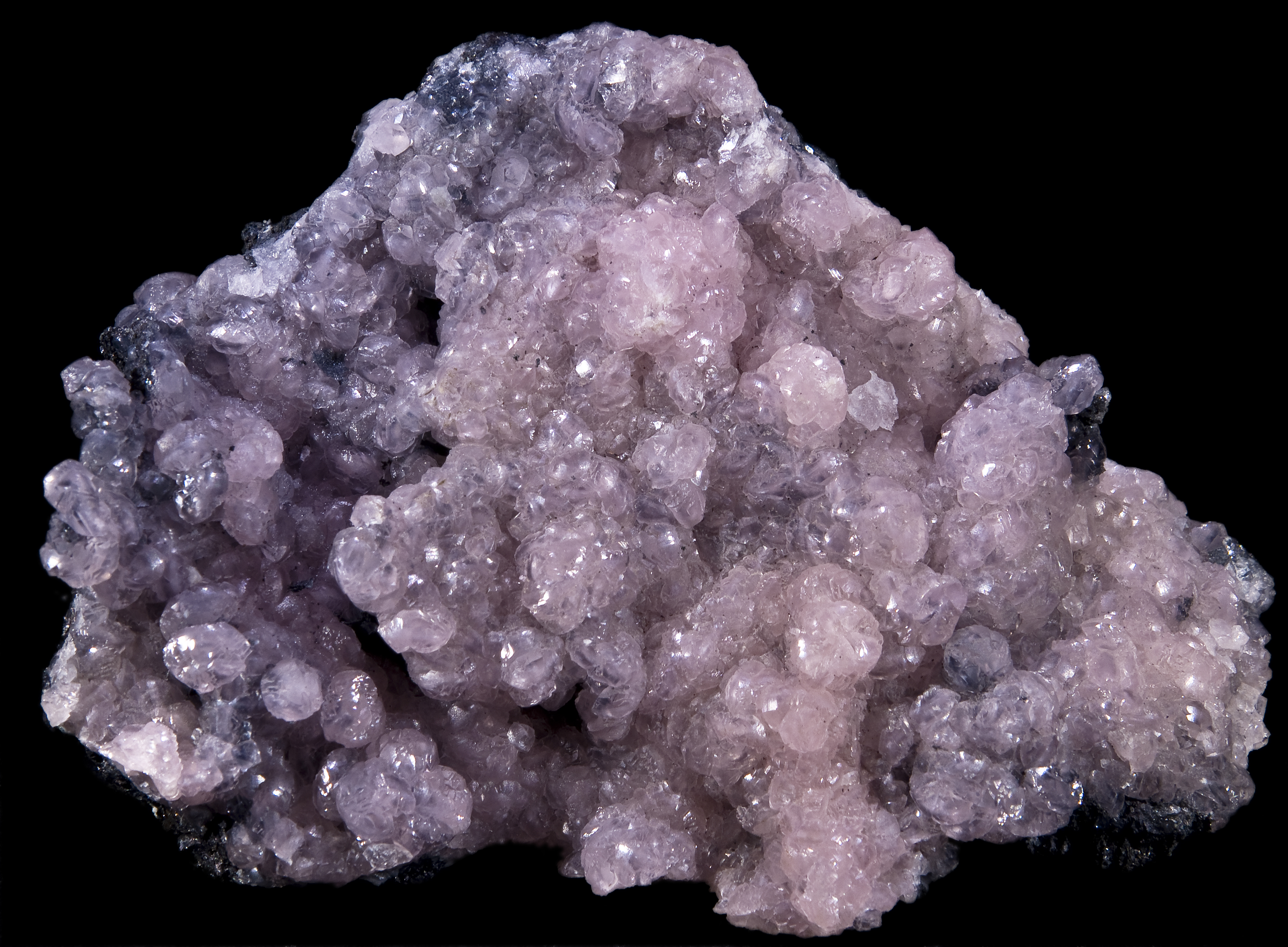
Cobaltosmithsonita Tsumeb Namibia